# 名駅通

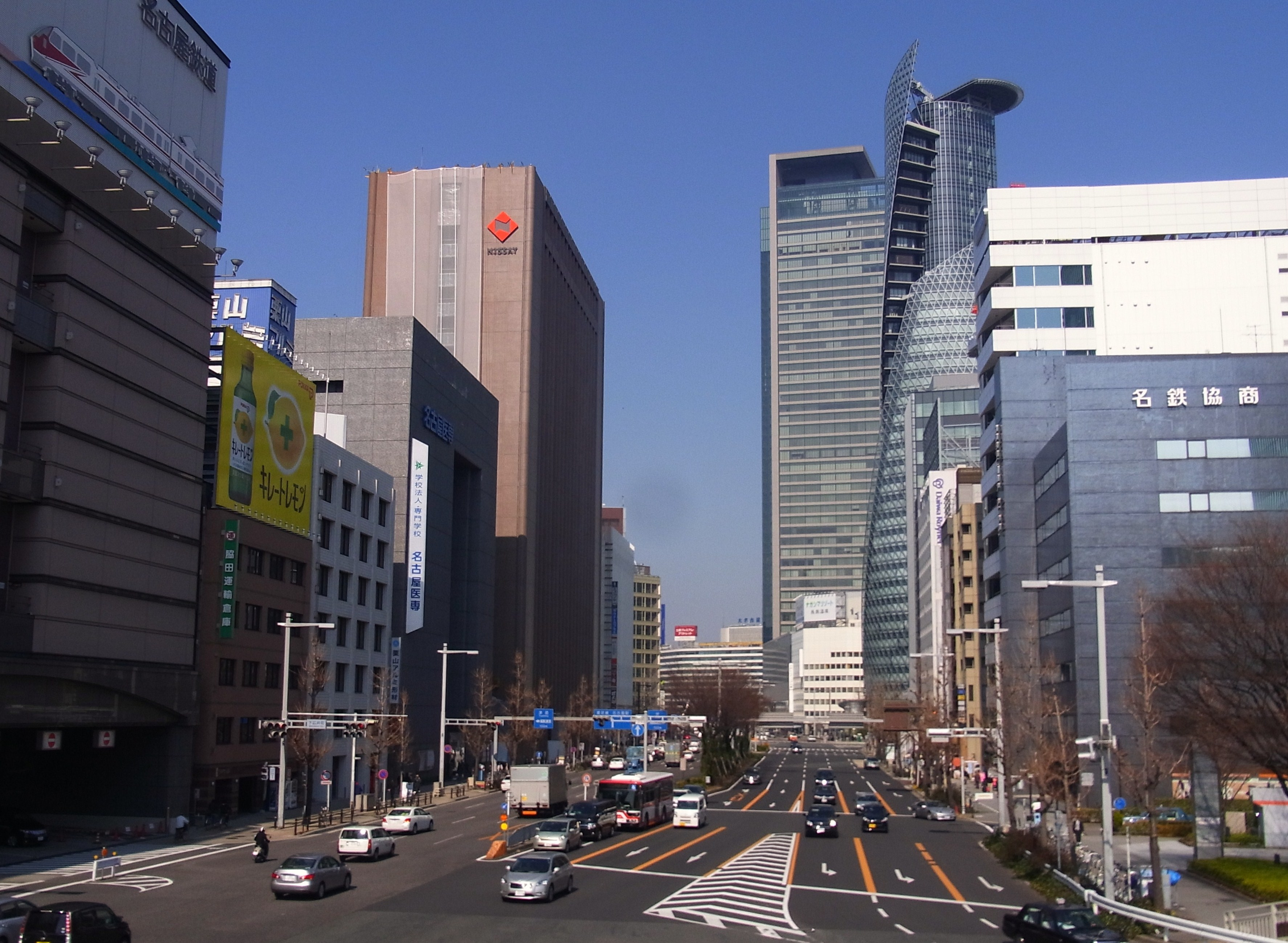
下広井町交差点より北を望む。（2011年3月）

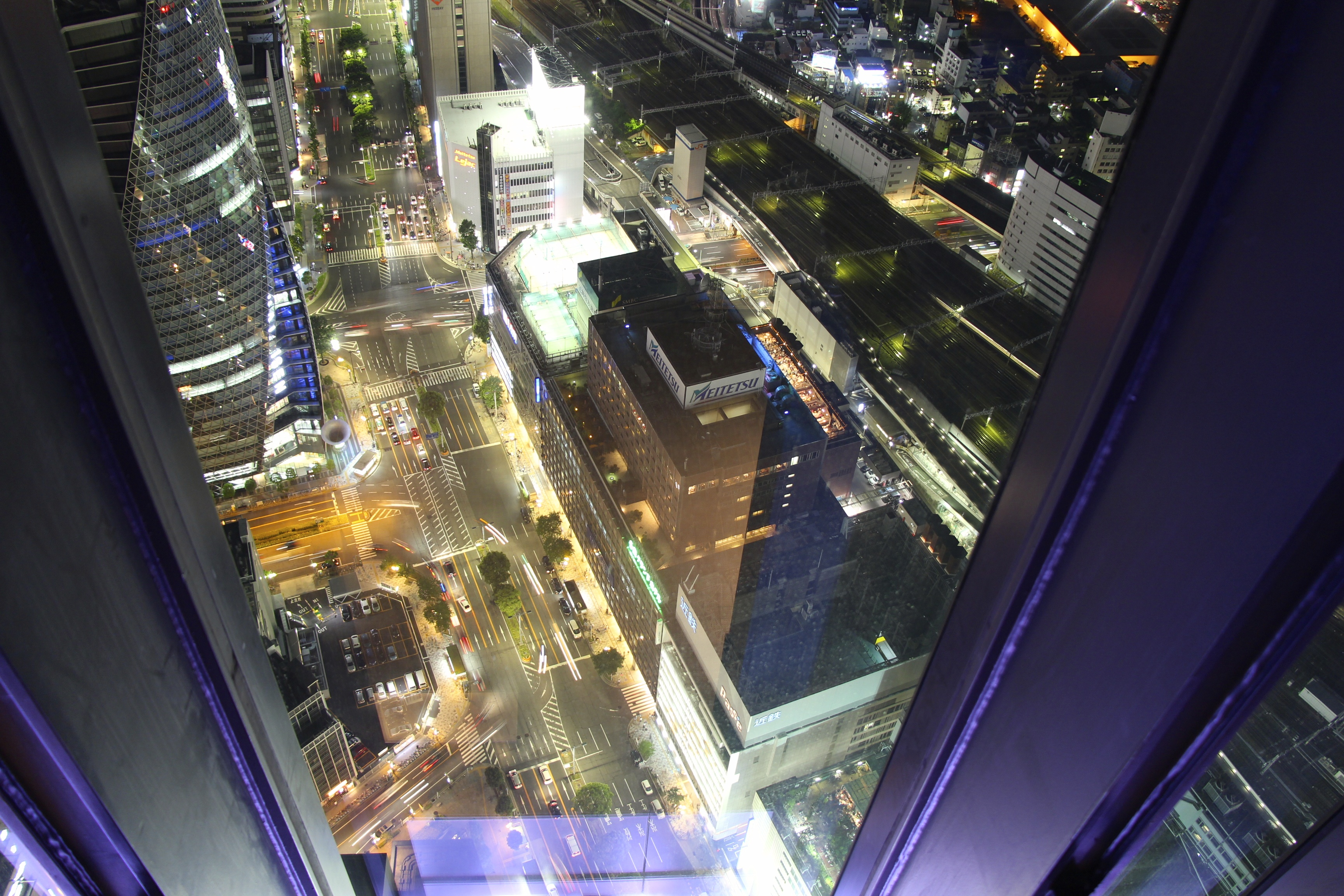
ミッドランドスクエアから見た名駅通

名駅通（めいえきどおり）は、愛知県名古屋市の西区から中村区を経て、中川区に至る南北の通りである。正式名称は名古屋市道広井町線（なごやしどうひろいちょうせん）。なお、名古屋駅交差点 - 笹島交差点は、愛知県道68号名古屋津島線の一部でもある。
「名駅通」の名は、1984年（昭和59年）に名古屋市が市内の道路の愛称を公募し制定したものである。

## 区間
- 名鉄名古屋本線の栄生駅前（栄生駅前交差点） - 山王駅前（山王駅東交差点）
- 距離は約4km

## 特徴
名古屋駅前を通る道路であるが、人が多く賑わっているのは名古屋駅前（則武新町交差点 - 下広井町交差点あたり）のみで、その他の区間は人通りが少ない。
全線に渡ってJR東海道本線・中央本線や名鉄名古屋本線の線路沿いを通っている。

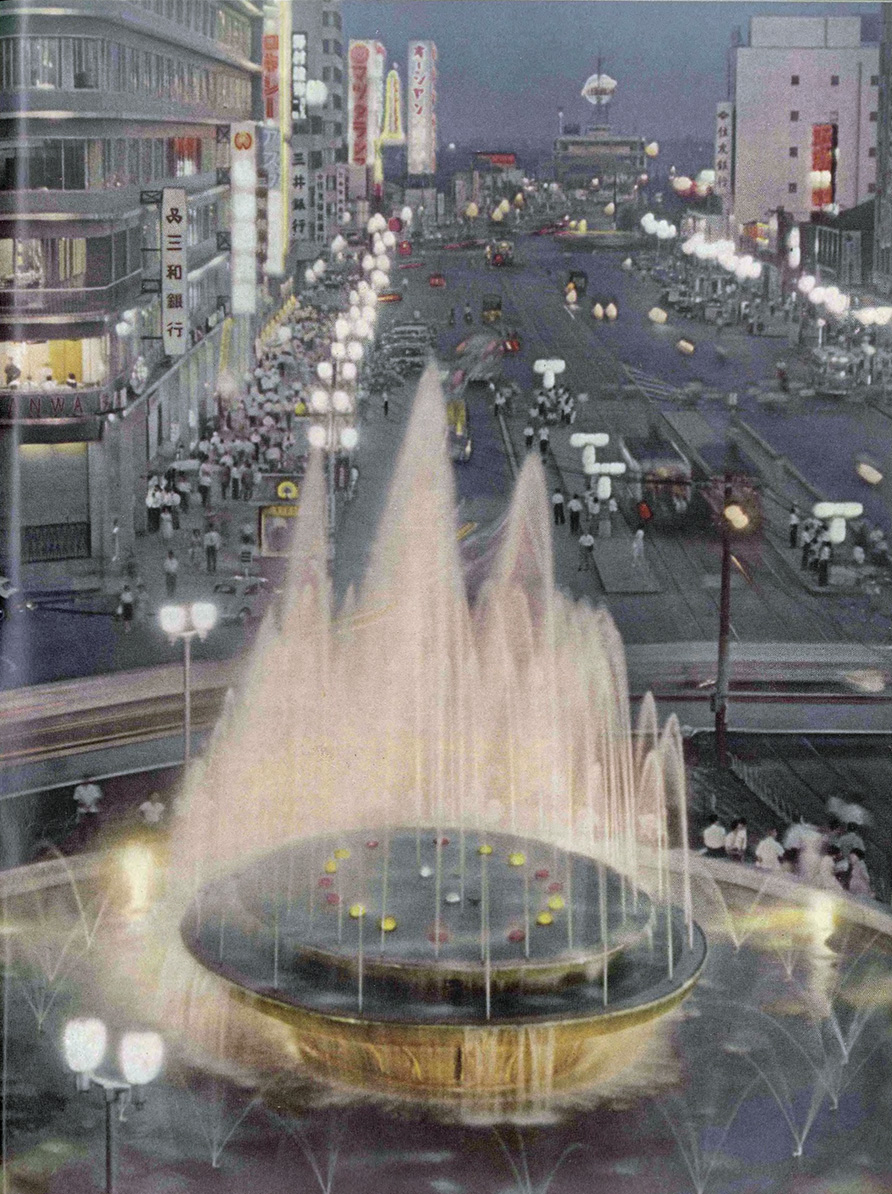
名古屋駅前の噴水から名古屋市電笹島線と南方を望む（1959年）

現在は則武新町交差点 - 錦通交点の地下を名古屋市営地下鉄東山線が通っている。かつてはこの道路上を名古屋市電が旧六反小学校前まで通っていた。

## 沿革
- 1924年（大正13年）6月9日 - 名古屋都市計画街路網が告示される[2]。うち、幅員18間の「一等大路第二類第十四號路線」として、「中區西日置町字長島二十四番地ノ二ニ於テ一等大路第二類第十號路線ヨリ分岐シ鐵道東海道路線ノ東側ニ沿ヒ名古屋驛前同區笹島町一丁目百二十八番地ノ一地先ニ於テ一等大路第三類第五號路線ニ接續スルノ路線」が設定される[3]。
- 1935年（昭和10年）3月14日 - 名古屋駅移転に伴い、新駅前の交通整理を目的とし、延長部分が追加指定される[4]。

## 沿線
栄生駅 - 名古屋駅
- 名鉄名古屋本線 栄生駅
- 名鉄病院
- トヨタ産業技術記念館
- ノリタケ本社
- ノリタケの森
- 名進研本社・名駅校
- 名古屋ルーセントタワー

名古屋駅前
- JR東海・名古屋市営地下鉄・名古屋臨海高速鉄道西名古屋港線（あおなみ線） 名古屋駅
- 名鉄名古屋駅
- 近鉄名古屋駅
- JPタワー名古屋
- 名古屋中央郵便局
- JRセントラルタワーズ
- ジェイアール名古屋タカシマヤ
- ミッドランドスクエア
- 名鉄百貨店
- 近鉄百貨店名古屋店（近鉄パッセ）
- 名鉄バスセンター
- 大名古屋ビルヂング

名古屋駅 - 山王駅
- 住友生命名古屋ビル
- マーケットスクエアささしま
- Zepp Nagoya
- オンワード樫山名古屋支店
- 中日美容専門学校
- 西日置商店街
- 名鉄名古屋本線 山王駅

## 交差する道路
| 名古屋市道名古屋環状線（環状線）                                          | 西区栄生一丁目 西区栄生二丁目                            | 栄生駅前交差点     |
| 愛知県道200号名古屋甚目寺線（外堀通）                                     | 西区牛島町 西区名駅二丁目 西区則武新町三丁目             | 則武新町交差点     |
| 愛知県道68号名古屋津島線（桜通）                                          | 中村区名駅一丁目 中村区名駅三丁目 中村区名駅四丁目       | 名古屋駅交差点     |
| 錦通                                                                      | 中村区名駅一丁目 中村区名駅四丁目                        | 笹島北交差点       |
| 愛知県道60号名古屋長久手線（広小路通） 愛知県道68号名古屋津島線（太閤通） | 中村区名駅一丁目 中村区名駅四丁目 中村区名駅南一丁目     | 笹島交差点         |
| 名古屋市道下広井町線                                                      | 中村区名駅南一丁目 中村区名駅南二丁目 中村区名駅南四丁目 | 下広井町交差点     |
| 名古屋市道愛知名駅南線（大須通）                                          | 中村区名駅南四丁目 中村区名駅南五丁目                    | 六反小学校前交差点 |
| 名古屋市道山王線（山王通）                                                | 中川区山王一丁目 中川区山王三丁目                        | 山王駅東交差点     |

### 重複区間
- 愛知県道68号名古屋津島線（名古屋駅交差点 - 笹島交差点）
- 名古屋市道愛知名駅南線（笹島交差点 - 六反小学校前交差点）
- 名古屋市道山王線（下広井町交差点 - 山王駅東交差点）

ほか

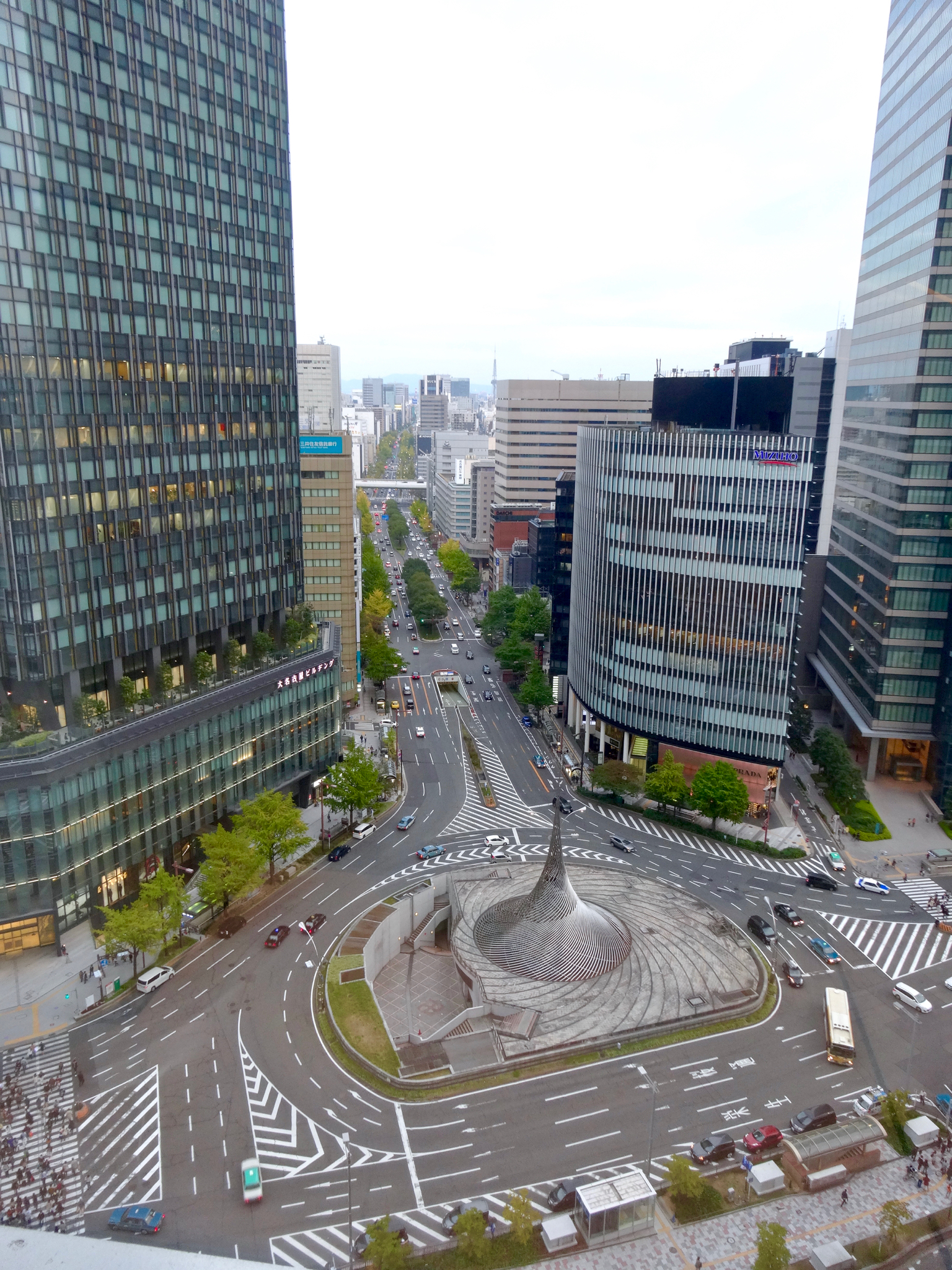
名古屋駅交差点